# Brian Rafalski
Brian Christopher Rafalski (Dearborn, Michigan, 1973. szeptember 28. –) amerikai profi jégkorongozó hátvéd, háromszoros Stanley-kupa győztes.

## Életrajza
Brian Rafalski 1973. szeptember 28-án született Dearborn városában, ami Michigan államban található a USA-ban.

### Iskola csapatok
1990-ben került első akkor még iskolai csapatához a Madison-USHL-hez. 1991–1992-es szezonban már a University of Wisconsin-WCHA csapatban játszott. Ugyanebben az évben, behívták az amerikai junior csapatba a világbajnokságra. 1992–1995 között csapata a University of Wisconsin-WCHA. 1993-ban újra meghívják a világbajnokságra. 1995-ben meghívót kapott a felnőtt válogatottba, így szerepelhetett az A csoportos vb-n.

### Európai túra
1995–1996-os szezonban igazolt el Európába, pontosabban a svéd Brynas csapatához. A következő szezonban átigazolt a finn HPK csapatához. Az 1997–1998-as szezonban újra csapatot váltott, de Finnországon belül került a HIFK Helsinki-hez, ahol két szezont töltött el. Csapatával szerepelt az Európai bajnokok kupájában is.

## New Jersey Devils
1999-ben a New Jersey Devils leigazolta mint szabadügynököt. 2007-ig ebben a csapatban játszott.

## Detroit Red Wings
2007 és 2011 között a Detroit Red Wingsben játszott.

## Karrier statisztika
| 1990–1991            | Wisconsin Capitols              | USHL                 | 47  | 12 | 11  | 23  | –   | 28  | –   | –  | –  | –   | –  | –  |
| 1991–1992            | University of Wisconsin–Madison | WCHA                 | 34  | 3  | 14  | 17  | –   | 34  | –   | –  | –  | –   | –  | –  |
| 1992–1993            | University of Wisconsin–Madison | WCHA                 | 32  | 0  | 13  | 13  | –   | 10  | –   | –  | –  | –   | –  | –  |
| 1993–1994            | University of Wisconsin–Madison | WCHA                 | 37  | 6  | 17  | 23  | –   | 26  | –   | –  | –  | –   | –  | –  |
| 1994–1995            | University of Wisconsin–Madison | WCHA                 | 43  | 11 | 34  | 45  | –   | 48  | –   | –  | –  | –   | –  | –  |
| 1995–1996            | Brynäs IF                       | Svéd. II.            | 18  | 3  | 6   | 9   | 12  | –   | 9   | 0  | 1  | 1   | –  | 2  |
| 1995–1996            | Brynäs IF                       | Elitserien           | 22  | 1  | 8   | 9   | –   | 14  | –   | –  | –  | –   | –  | –  |
| 1996–1997            | HPK                             | SM-liiga             | 49  | 11 | 24  | 35  | –   | 26  | 10  | 6  | 5  | 11  | –  | 4  |
| 1997–1998            | HIFK                            | SM-liiga             | 40  | 13 | 10  | 23  | –   | 24  | 9   | 5  | 6  | 11  | –  | 0  |
| 1998–1999            | HIFK                            | SM-liiga             | 53  | 19 | 34  | 53  | –   | 18  | 11  | 5  | 9  | 14  | –  | 4  |
| 1998–1999            | HIFK                            | EuroHL               | 6   | 4  | 6   | 10  | –   | 10  | 4   | 1  | 0  | 1   | –  | 2  |
| 1999–2000            | New Jersey Devils               | NHL                  | 75  | 5  | 27  | 32  | 21  | 28  | 23  | 2  | 6  | 8   | 5  | 8  |
| 2000–2001            | New Jersey Devils               | NHL                  | 78  | 9  | 43  | 52  | 36  | 26  | 25  | 7  | 11 | 18  | 10 | 7  |
| 2001–2002            | New Jersey Devils               | NHL                  | 76  | 7  | 40  | 47  | 15  | 18  | 6   | 3  | 2  | 5   | −2 | 4  |
| 2002–2003            | New Jersey Devils               | NHL                  | 79  | 3  | 37  | 40  | 18  | 14  | 23  | 2  | 9  | 11  | 7  | 18 |
| 2003–2004            | New Jersey Devils               | NHL                  | 69  | 6  | 30  | 36  | 6   | 24  | 5   | 0  | 1  | 1   | 0  | 0  |
| 2005–2006            | New Jersey Devils               | NHL                  | 82  | 6  | 43  | 49  | 0   | 36  | 9   | 1  | 8  | 9   | 3  | 2  |
| 2006–2007            | New Jersey Devils               | NHL                  | 82  | 8  | 47  | 55  | 4   | 34  | 11  | 2  | 6  | 8   | −1 | 8  |
| 2007–2008            | Detroit Red Wings               | NHL                  | 73  | 13 | 42  | 55  | 27  | 34  | 22  | 4  | 10 | 14  | 6  | 12 |
| 2008–2009            | Detroit Red Wings               | NHL                  | 78  | 10 | 49  | 59  | 17  | 20  | 18  | 3  | 9  | 12  | 11 | 11 |
| 2009–2010            | Detroit Red Wings               | NHL                  | 78  | 8  | 34  | 42  | 23  | 26  | 12  | 3  | 8  | 11  | 4  | 2  |
| 2010–2011            | Detroit Red Wings               | NHL                  | 63  | 4  | 44  | 48  | 11  | 22  | 11  | 2  | 1  | 3   | −1 | 4  |
| SM-liiga Összesített | SM-liiga Összesített            | SM-liiga Összesített | 142 | 43 | 68  | 111 | –   | 68  | 30  | 16 | 20 | 36  | –  | 8  |
| NHL összesített      | NHL összesített                 | NHL összesített      | 833 | 79 | 436 | 515 | 178 | 282 | 165 | 29 | 71 | 100 | 42 | 66 |